# Miroslav Florian
Miroslav Florian (10. května 1931 Kutná Hora – 10. května 1996 Praha) byl český básník a překladatel.
Byl také dlouholetým členem výboru Svazu československých spisovatelů.

## Život
Pocházel z Kutné Hory, kde roku 1950 maturoval, poté vystudoval knihovnictví na Karlově univerzitě, tomuto oboru se ale nikdy nevěnoval.
V letech 1952–1954 absolvoval vojenskou službu, kde se dostal do časopisu Československý voják, vojnu dokončil v redakci tohoto časopisu, to vedlo k přestěhování do Prahy, kde zůstal i po vojně.
Od roku 1955 pracoval v Československém rozhlase a od roku 1958 až do roku 1977 v redakci nakladatelství Československý spisovatel.
V roce 1964 se stal zakládajícím členem Odboru přátel a příznivců Slavie, který měl za cíl zachránit a pozdvihnout fotbalovou Slavii, toho času živořící ve druhé fotbalové lize.
Roku 1976 byl zvolen poslancem České národní rady.
Zemřel na jevišti pražského Národního domu při slavnostním předávání jeho poslední sbírky Vroubky při příležitosti jeho 65. narozenin.
Jaromír Nohavica jej zmiňuje ve své rozverné písni Maturitní písemná práce - Česká poezie alias Básníci, chlípníci.

## Ocenění
- 1975 titul zasloužilý umělec
- 1973 Státní cena Klementa Gottwalda
- 1982 titul národní umělec
- 1985 Národní cena ČSR

## Dílo
V 50. letech byl vyznavač tzv. poezie všedního dne, kterou ozvláštnil citovým zaujetím. V pozdějším období zdůrazňoval občanskou angažovanost a úsilí postihnout základní etické normy tehdejší společnosti.
- Snubní prsten – 1948
- Záznam o potopě – 1953
- Otevřený dům – 1957
- Blízký hlas
- Závrať – 1957 – protiválečné; motivy města a velkoměsta; volný verš
- Stopy – 1960 – otázka kolektivní viny, odpovědnost za vývoj světa; motiv neklidu a pohybu
- Tichá pošta – 1965, milostná lyrika
- Svatá pravda
- Iniciály
- Jízda na luční kobylce – 1974
- Hvězdná réva
- Modré z nebe – 1976
- Jeřabiny – 1977
- Dejte mi – zde se objevuje vidění světa v protikladech.
- Zelená flétna
- Odliv noci
- Zítřejší sněhy
- Prodloužený čas
- Vidět Neapol
- Sonetarium aneb Večer v králíkárně – 1995